# Андриевица (община)
Андри́евица (черног. Општина Андријевица/Opština Andrijevica) — община в Черногории. Административный центр — город Андриевица.

## География
Община расположена в северо-восточной части Черногории к югу от границы с Албанией, в долине реки Лим, в историко-географической области Санджак. Территория общины окружена горными массивами Комови, Беласица и Проклетия, которые являются естественным границами общины Андриевица.

## История
В соответствии с законом об основах социального и политического устройства Народной Республики Черногории от 22 июля 1957 года с 1 января 1958 года Андриевицкий срез был упразднён. С принятием закона о разделении Народной Республики Черногории на общины 15 апреля 1960 года его территория была передана в соседние общины. Через 30 лет, в 1991 году община Андриевица была образована вновь.

## Население
По переписи населения СФРЮ 1991 года: на территории общины площадью 340 км² проживали 6696 жителей в 24 населённых пунктах, объединённых в 15 местных сообществ. Население общины по переписи населения Черногории 2011 года численностью 5071 человек проживало на площади 283 км². Этнический состав:
| Этнические группы            | Население, чел. (2011) | Процент  |
| ---------------------------- | ---------------------- | -------- |
| сербы                        | 3137                   | 61,86 %  |
| черногорцы                   | 1646                   | 32,46 %  |
| других национальностей       | 88                     | 1,73 %   |
| не определили национальность | 195                    | 3,85 %   |
| неизвестно                   | 5                      | 0,10 %   |
| Все                          | 5071                   | 100,00 % |

## Вероисповедание
| Религия        | Население, чел. (2011) | Процент  |
| -------------- | ---------------------- | -------- |
| православие    | 4909                   | 96,81 %  |
| мусульманство  | 8                      | 0,16 %   |
| католицизм     | 6                      | 0,12 %   |
| другие религии | 63                     | 1,23 %   |
| атеисты        | 5                      | 0,10 %   |
| не указали     | 80                     | 1,58 %   |
| Все            | 5071                   | 100,00 % |

## Населённые пункты
В соответствии с вступившим в действие законом о территориальной организации Черногории произведён ряд изменений в наименовании и количестве населённых пунктов общины: село Анджелати переименовано в Суческа-Анджелати и образован новый населённый пункт Навотина.